# Oligotrophus tsugae
Oligotrophus tsugae är en tvåvingeart som först beskrevs av Ephraim Porter Felt 1907.  Oligotrophus tsugae ingår i släktet Oligotrophus och familjen gallmyggor.
Artens utbredningsområde är Ontario. Inga underarter finns listade i Catalogue of Life.